# Repatriamento de Arte
Repatriamento de arte (e cultural) é o retorno de arte e objetos culturais ao seu país de origem (geralmente referindo-se a arte antiga), ou (para arte saqueada) aos seus antigos proprietários (ou seus herdeiros).
Repatriamento cultural pode se referir a objetos indígenas e restos humanos. Um exemplo é o Totem poste Haisla de Kitimat na Colúmbia Britânica, Canadá. Preparado para o chefe hövding G'psgoalux em 1872, foi doado para o museu Sueco em 1929. De acordo com o doador, que tinha comprado o pole do povo Haisla enquanto ele vivia na costa oeste canadense e serviu como cônsul sueco. Depois de ser abordado pelo povo Haisla, o governo sueco decidiu, em 1994, a retornar o Totem, pois as circunstâncias exactas em torno da aquisição não eram claras. O Totem foi devolvido à Kitimat em 2006, após um edifício ter sido construído de forma a preservar o Totem.
O conceito de arte e de repatriamento cultural ganhou impulso com as últimas décadas do século XX e começou a mostrar fruição até o final do século, quando obras importantes foram cedidas de volta para os reclamantes. No entanto, o conceito permanece controverso como opositores argumentam que recuperar a posse de um país, é patrimônio perdido por outro, especialmente quando os objetos de arte foram realizados às vezes, por períodos muito longos de tempo. Por exemplo, o Museu Britânico, tem a guarda do Mármores de Elgin desde 1816 e o museu defende fortemente o seu direito de possuir e exibir os mármores. Por outro lado, o Museu Metropolitano de Arte recentemente negociou a repatriação da Cratera de Eufrônio a Itália, de onde pensava-se ter sido roubado no início de 1970.

## Visão geral

### Guerra e saques

#### Mundo antigo

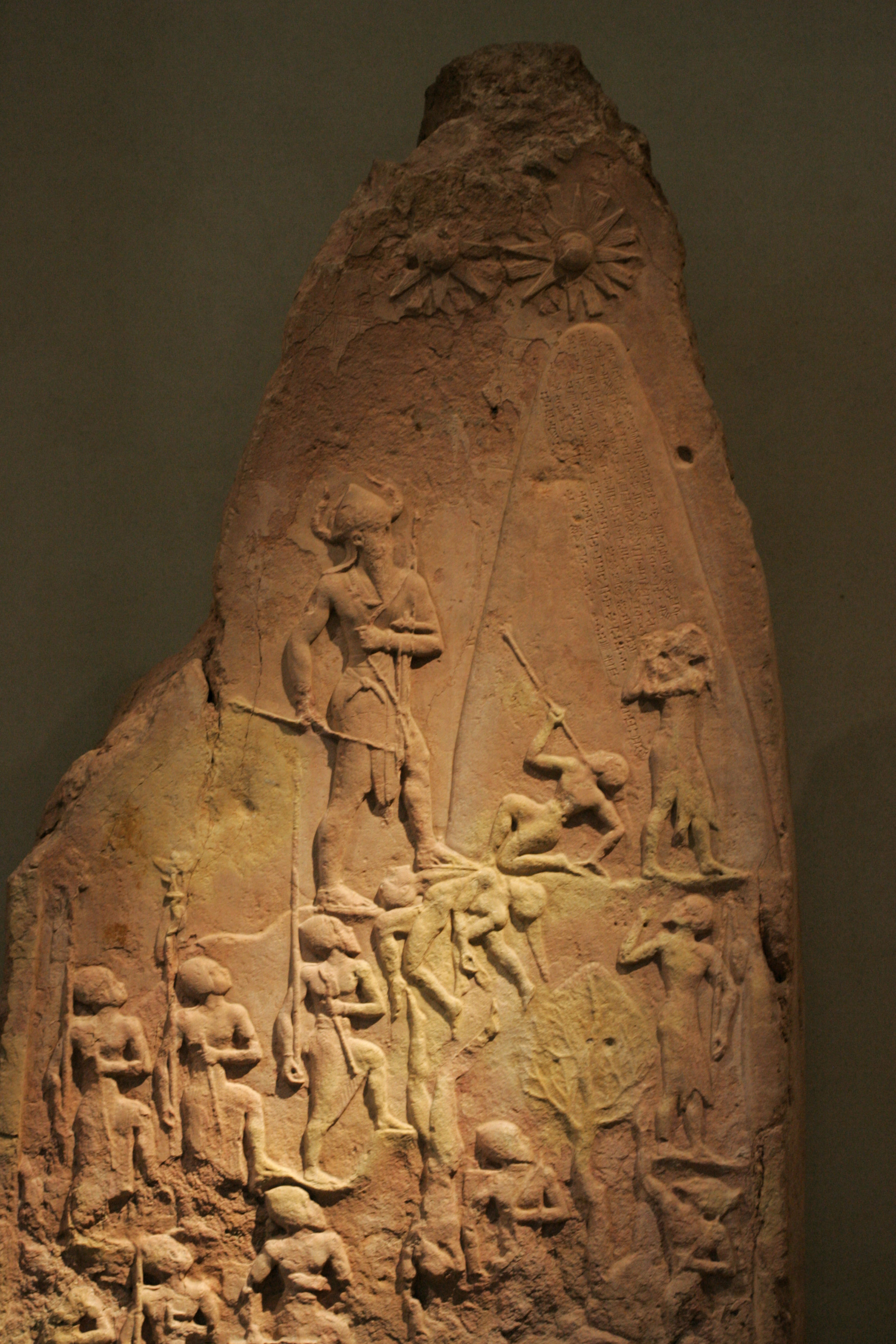
Estela de Narã-Sim da Acádia. Museu do Louvre, Paris

Na guerra, o saque dos derrotados é uma prática comum desde os tempos antigos. A estela de Narã-Sim da Acádia, atualmente em exposição no Museu do Louvre em Paris, é uma das primeiras obras de arte de que há registro sido saqueadas na guerra. A estela comemorativa da vitória de Narã-Sim em uma batalha contra os lulubis em 2 250 a.C. foi tomada como pilhagem de guerra cerca de mil anos depois pelos elamitas que a levaram para sua capital em Susa, Irã. Lá, foi descoberta em 1898 por arqueólogos franceses. De acordo com o poema sumério Maldição da Acádia, Narã-Sim foi responsável pelo colapso do Império Acádio por ter saqueado e destruído o Templo de Enlil, que provocou a ira dos deuses.